# Backsteinbauwerke der Gotik/Verteilung in England

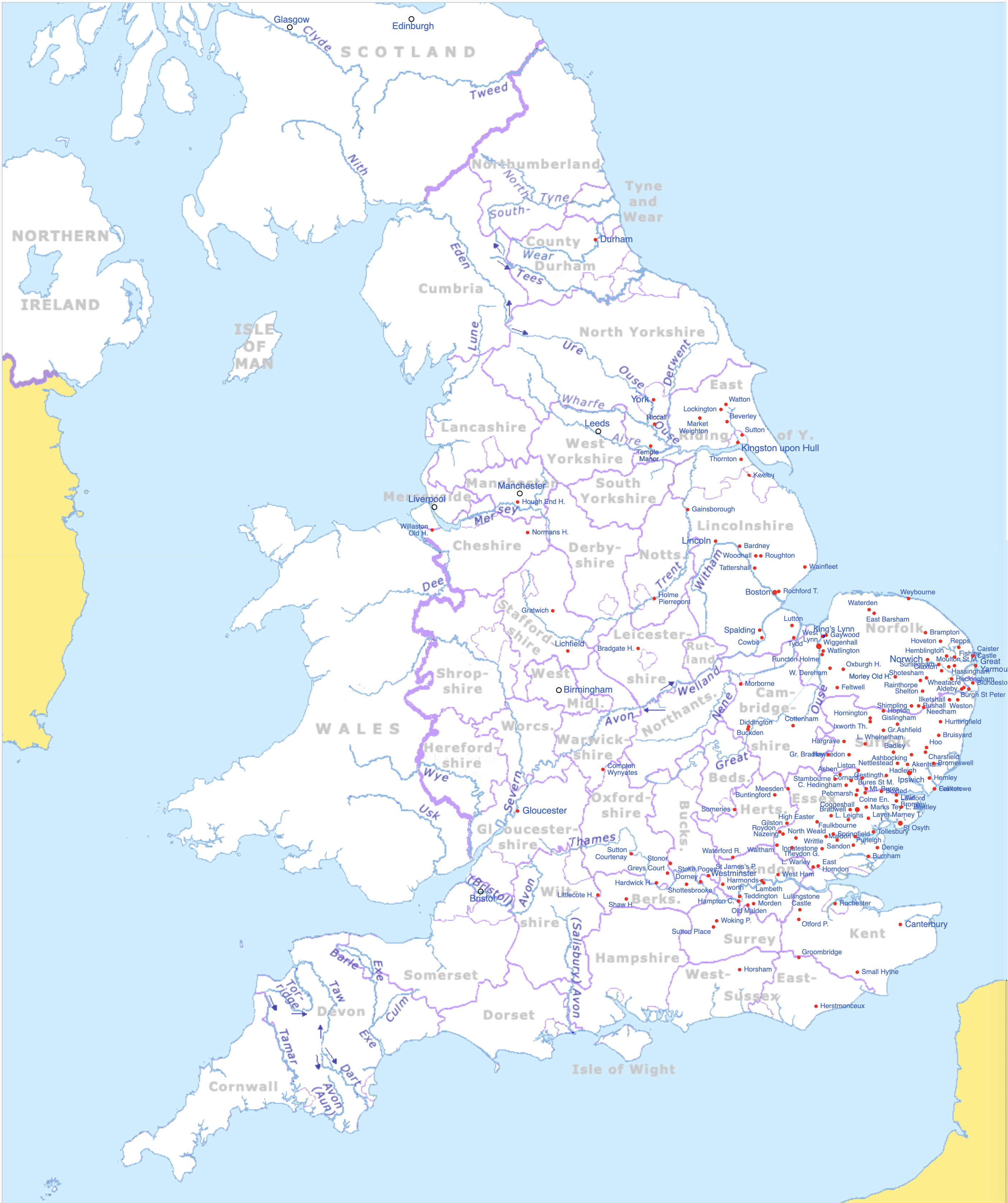
Screenshot der interaktiven Karte,
natürlich mit Ortsnamen

Dies ist die Verteilungskarte zu der Liste der Backsteinbauwerke der Gotik in England
| Durham |

| Hough End H. |

| Normans H. |

| Willaston Old H. |

| Riccall |

| Temple Manor |

| Beverley |

| Kingston upon Hull |

| Lockington |

| Market Weighton |

| Sutton |

| Watton |

| York |

| Holme Pierrepont |

| Bardney |

| Boston |

| Rochford T. |

| Gainsborough |

| Keelby |

| Lincoln |

| Lutton |

| Spalding |

| Roughton |

| Tattershall |

| Thornton |

| Tydd |

| Wainfleet |

| Woodhall |

| Bradgate H. |

| Someries |

| Buckden |

| Cottenham |

| Diddington |

| Aldeby |

| Brampton |

| Burgh St Peter |

| Caister Castle |

| Claxton |

| East Barsham |

| Feltwell |

| Fishley |

| Gaywood |

| Great Yarmouth |

| Hassingham |

| Heckingham |

| Hemblington |

| Hoveton |

| King’s Lynn |

| Morborne |

| Morley Old H. |

| Moulton St M. |

| Needham |

| Norwich |

| Oxburgh H. |

| Rainthorpe |

| Repps |

| Runcton Holme |

| Rushall |

| Shelton |

| Shimpling |

| Shotesham |

| Surlingham |

| Waterden |

| Watlington |

| W. Dereham |

| West Lynn |

| Weybourne |

| Wheatacre |

| Wiggenhall |

| Akenham |

| Ashbocking |

| Badley |

| Blundeston |

| Bromeswell |

| Bures St M. |

| Carlton |

| Charsfield |

| Felixstowe |

| Gislingham |

| Gr.Ashfield |

| Gr. Bradley |

| Bruisyard |

| Cornard |

| Hadleigh |

| Hargrave |

| Hawkedon |

| Hemley |

| Hoo |

| Hopton |

| Hornington |

| Huntingfield |

| Ilketshall |

| Ipswich |

| Ixworth Th. |

| L. Whelnetham |

| Nettlestead |

| Weston |

| Ashen |

| Boxted |

| Bradwell |

| Coggeshall |

| Burnham |

| C. Hedingham |

| High Easter |

| Layer Marney T. |

| Colne En. |

| Cowbit |

| Dengie |

| East Horndon |

| Faulkbourne |

| Gestingth. |

| Ingatestone |

| Lawford |

| Liston |

| L. Bentley |

| Little Bromley |

| L. Leighs |

| L. Warley |

| Maldon |

| Marks Tey |

| Mt. Bures |

| Nazeing |

| North Weald |

| Pebmarsh |

| Purleigh |

| Roydon |

| St Osyth |

| Sandon |

| Springfield |

| Stambourne |

| Theydon G. |

| Tollesbury |

| Waltham |

| Writtle |

| Buntingford |

| Waterford R. |

| Gilston |

| Meesden |

| Harmonds- worth |

| Lambeth |

| Morden |

| Hampton C. |

| Old Malden |

| Teddington |

| West Ham |

| St James’s P. Westminster |

| Canterbury |

| Lullingstone Castle |

| Groombridge |

| Otford P. |

| Rochester |

| Small Hythe |

| Herstmonceux |

| Horsham |

| Sutton Place |

| Woking P. |

| Shaw H. |

| Shottesbrooke |

| Dorney |

| Stoke Poges |

| Greys Court |

| Hardwick H. |

| Stonor |

| Sutton Courtenay |

| Gloucester |

| Littlecote H. |

| Compton Wynyates |

| Lichfield |

| Gratwich |

| Birmingham |

| Bristol |

| Edinburgh |

| Leeds |

| Liverpool |

| Manchester |

| Glasgow |